# Nils Mårtensson
För direktören och kommunalpolitikern i Malmö, se Nils Mårtensson (direktör).
Nils Mårtensson, född 21 augusti 1948, är en svensk fysiker och professor vid Uppsala universitet.
Mårtensson är professor i ämnet metallers och metallytors fysik vid Uppsala universitet där han 1980 disputerade inom fysik. 1997 efterträdde Mårtensson Ingolf Lindau som föreståndare för det nationella synkrotronljuslaboratoriet MAX-lab i Lund. Under de 13 som föreståndare utvecklades både anläggningen och planerna inför Max IV rejält, varför Mårtensson 2014 blev utnämnd till hedersdoktor vid Lunds Universitets naturvetenskapliga fakultet.
Han invaldes 2002 som ledamot av Kungliga Vetenskapsakademien. Han är en av de tre av Vetenskapsakademien utsedda ledamöterna i Svenska Fysikersamfundets styrelse och därigenom även ledamot av Svenska nationalkommittén för fysik.

### Fotnoter
1. ↑  Mårtensson, Nils (1980) (på engelska). Atomic, molecular and solid state effects in photoelectron spectroscopy. Uppsala. Libris 7423827. ISBN 91-554-1086-3
2. ↑  Blixt, L.B. (2014), Nya hedersdoktorer gillar maxat ljus och molekyler. Lunds Universitet. Hämtad 2015-09-09.